# Jesus Dress Up

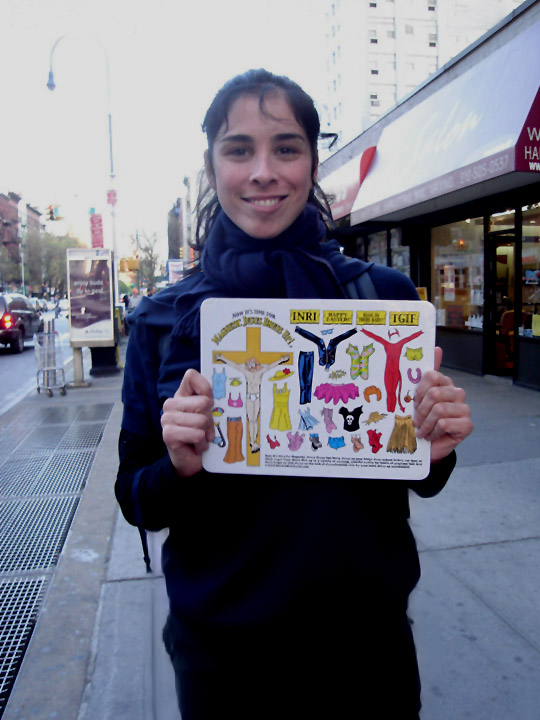
Sarah Silverman z zestawem magnesowym Jesus Dress Up.

Jesus Dress Up – zabawka oraz strona internetowa stworzona przez nowojorczyka o pseudonimie Normal Bob Smith. Początki ich rodowodu sięgają 1991 roku, kiedy to stworzył wersję czarno-białą, którą kopiował na fotokopiarce i rozprowadzał wśród przyjaciół.
W sierpniu 2000 roku Smith przekształcił rysunki w wersję cyfrową i uruchomił stronę internetową, która pozwala jej gościom na wirtualną zabawę w ubieranie ukrzyżowanego Jezusa. W oryginalnej wersji strojami były m.in. jasnoniebieski smoking, strój piłkarza, zestaw do nurkowania i czerwona piżama-przebranie diabła.

## Oddźwięk internetowy
W przeciągu miesiąca od rozpoczęcia działania strony, JesusDressUp.com odwiedziło ponad 150 000 użytkowników, a do października 2000 roku liczba ta osiągnęła 250 000. Przed końcem 2000 roku strona miała blisko 6 mln odsłon miesięcznie.
W 2003 roku Normal Bob Smith wyprodukował zabawkę w wersji zestawu magnesowego na lodówkę, który był sprzedawany za pośrednictwem strony internetowej, a następnie także przez sieć handlową Urban Outfitters.
Z biegiem czasu pojawiły się także zestawy tematyczne przebrań, oprócz oryginalnego: supergwiazda, różne święta, Halloween, Boże Narodzenie, negatywni bohaterowie (fikcyjni i historyczni), BDSM, Czarnoksiężnik z Krainy Oz, Gwiezdne wojny, Lady Gaga oraz Klub 27. Smith opublikował także film wideo, w którym daje w prezencie jeden z zestawów magnesowych Richardowi Dawkinsowi podczas imprezy podpisywania książek przez profesora.
Temat zestawu magnesowego Jesus Dress Up pojawia się także w segmencie dotyczącym Normal Boba Smitha w filmie dokumentalnym Neila Abramsona pt. Bob Smith, USA, który miał premierę na festiwalu Silverdocs w Waszyngtonie w czerwcu 2005 roku.
13 grudnia 2010 roku gadżet został udostępniony także jako aplikacja (app) dla telefonów iPhone w App Store, jednak w ciągu niecałej doby jej sprzedaż została zawieszona. Przyczyną zawieszenia nie były protesty, a nieporozumienia finansowe między Smithem i programistą aplikacji.

## Reakcje

### USA
14 marca 2004 roku Jesus Dress Up wywołało ogólnokrajową burzę, kiedy to mieszkaniec Filadelfii, znany tylko jako „Gerry”, wyraził swoje oburzenie po zobaczeniu magnesów w sklepie sieci Urban Outfitters w centrum handlowym King of Prussia Mall (największe centrum handlowe na wschodnim wybrzeżu Stanów Zjednoczonych). Napisał list ze skargą, skierowany do Urban Outfitters, a następnie, gdy Urban Outfitters przedstawiło oświadczenie, w którym powiedziano, że magnesy nie są sprzedawane, żeby kogokolwiek urazić, ale żeby odzwierciedlić różnorodność opinii wśród klientów, przedstawił swoją historię lokalnej stacji WCAU-TV (stowarzyszonej z NBC).
Na skutek protestów 17 marca Urban Outfitters wycofało pozostałe zamówienia u artysty i wydało publiczne oświadczenie, w którym stwierdzono, że magnesy nie będą dłużej zamawiane, a jedynie zostanie sprzedany pozostały zapas towaru.
Z kolei 28 marca 2004 roku grupa aktywistów pod nazwą Laptop Lobbyists zaalarmowała firmę hostingową Normal Boba Smitha i na skutek tego strona internetowa Jesus Dress Up została wyłączona. Charles Wheelus, prezes firmy Pick Internet Solutions Inc., powiedział w odpowiedzi na protesty przeciwko Jesus Dress Up: „Jestem tak samo zbulwersowany jak wy. Uważam zawartość tych stron za obsceniczną i obraźliwą”. Strona JesusDressUp.com wznowiła swoją działalność po kilku dniach, u innego dostawcy hostingu.

### Polska
W Polsce fala dyskusji w związku z Jesus Dress Up wezbrała w 2008 roku, po dołączeniu przez magazyn Focus tego gadżetu do październikowego wydania pisma. Wywołało to reakcję konserwatywnych dziennikarzy i publicystów, którzy wystosowali petycję do Rady Etyki Mediów, w której napisano m.in.:

Jesteśmy oburzeni takim podejściem do osoby Jezusa Chrystusa. Jesteśmy oburzeni pogardą i nietolerancją wobec wszystkich ludzi, dla których Jezus Chrystus jest Bogiem i Zbawcą. Jednak dziennikarze Magazynu „Focus Extra” uważają, że „rzecz, trzeba przyznać, jest rozbawiająca, zwłaszcza w kontekście napisu TGIF, który stanowi skrót angielskiego tytułu filmu Dzięki Bogu, już piątek”. Jak wiadomo, piątek jest dniem ukrzyżowania Jezusa.

Apelujemy do Rady Etyki Mediów o wydanie oświadczenia w tej sprawie.

Pod petycją podpisali się m.in.: Wojciech Cejrowski, ks. Marek Gancarczyk, Joanna Najfeld, Jan Pospieszalski, Piotr Semka i Robert Tekieli. Jan Pospieszalski poświęcił jeden z odcinków swojego programu Warto rozmawiać publikacjom Focusa, uznawanym przez niego za obraźliwe dla osób religijnych.
Pod wpływem protestów Rada Etyki Mediów wydała oświadczenie, w którym napisano:

W związku z zamieszczeniem w październikowym numerze magazynu „Focus Ekstra” „zabawki” polegającej na przebieraniu ukrzyżowanego Chrystusa, Rada Etyki Mediów otrzymała wiele głosów protestu od osób uważających ten fakt za naigrawanie się z ich uczuć religijnych. Rada sądzi, że są one uzasadnione i przypomina, iż niejednokrotnie zwracała uwagę na konieczność szanowania uczuć oraz liczenia się z wrażliwością wyznawców każdej religii.

Uważamy, że publikacja „Focusa” jest przejawem braku kultury, niezależnie od naruszenia zapisanych w Karcie Etycznej Mediów zasad: szacunku i tolerancji, a także kierowania się przede wszystkim dobrem odbiorcy.

Votum separatum zgłosił jeden członek Rady (Roman Łuczkowski).